# Ткань (биология)
Ткань (лат. textus, греч. ιστός) — совокупность клеток и межклеточного вещества, объединённых общим происхождением, строением и выполняемыми функциями. Строение тканей живых организмов изучает наука гистология. Совокупность различных и взаимодействующих тканей образует органы.

## Ткани животных
Животные ткани сгруппированы по четырём основным типам: соединительные, мышечные, нервные и эпителиальные. Эти типы тканей свойственны всем эуметазоям, но их строение и эмбриональное происхождение у разных групп животных могут существенно различаться.
Эпителий у всех птиц и животных получается из эктодермы и эндодермы, с небольшим вкладом мезодермы, образуя эндотелий, специализированный тип эпителия, составляющий кровеносную систему. Напротив, истинная эпителиальная ткань присутствует только в одном слое клеток, удерживаемых вместе через закрытые соединения, называемые плотными контактами, создавая избирательно проницаемый барьер. Эта ткань покрывает все поверхности организма, контактирующие с внешней средой, такие как кожа, дыхательные пути и желудочно-кишечный тракт. Он выполняет функции защиты, секреции, поглощения и отделен от других тканей нижней части базальной пластинкой.
Структурную иерархию типов тканей можно отобразить в виде древовидной схемы:
- Соединительная ткань
  - Костная ткань
  - Хрящевая
  - Кровь, лимфа
  - Плотная волокнистая
    - Дерма
    - Сухожилия, связки, фасции

  - Рыхлая волокнистая
    - Ареолярная ткань

  - Жировая ткань

- Мышечная ткань
  - Поперечнополосатая мышечная ткань
  - Гладкая
  - Сердечная мышечная ткань

- Нервная ткань

- Эпителиальная ткань
  - Плоский эпителий
  - Железистый эпителий
  - Мерцательный эпителий

### Соединительная ткань
Эта ткань состоит из клеток, разделенных неживым материалом, который называется внеклеточным матриксом. Этот матрикс может быть жидким или жестким. Например, в крови содержится плазма, так как матрикс и костный матрикс являются жесткими. Соединительная ткань придает форму органам и удерживает их на месте. Примерами соединительных тканей являются кровь, кость, сухожилия, связки, жировая и ареолярные ткани. Одним из методов классификации соединительных тканей является их деление на три типа: фиброзная соединительная ткань, соединительная ткань скелета и жидкая соединительная ткань.

### Мышечная ткань
Клетки мышц образуют активную сократительную ткань тела — мышечную. Мышечная ткань функционирует, создавая силу и вызывая движения внутри органов. Мышечная ткань разделена на три различные категории: висцеральная или гладкая мышца, находящаяся во внутренней подкладке органов; скелетная мышца, обычно прикрепленная к костям, которые генерируют грубое движение; и сердечная мышца, находящаяся в сердце, где она сокращается для перекачки крови по всему организму.

### Нервная ткань
Клетки центральной нервной системы и периферийной нервной системы классифицируются как нервная ткань. В центральной нервной системе нейронные ткани образуют мозг и спинной мозг. В периферийной нервной системе нейронные ткани образуют черепные и спинальные нервы, включая моторные нейроны.

### Эпителиальная ткань
Эпителиальные ткани образуются клетками, покрывающими поверхность органов, например, кожу, дыхательные пути, репродуктивные пути и внутреннюю оболочку пищеварительного тракта. Клетки, входящие в эпителиальный слой, связаны между собой через полупроницаемые, плотные стыки; таким образом, эта ткань обеспечивает барьер между внешней средой и органом, который она покрывает. В дополнение к этой защитной функции эпителиальная ткань может также быть специализирована на секреции, выделении и абсорбции. Эпителиальная ткань помогает защитить органы от микроорганизмов, травм и потери жидкостей
Ткани растений подразделяются на три тканевые системы: эпидермис, механическая ткань и проводящая ткань.
- Эпидермис — клетки, формирующие наружную поверхность листьев и молодого растительного тела.
- Проводящая ткань — основными компонентами сосудистой ткани являются ксилема и флоэма. Они переносят жидкости и питательные вещества внутри организма.
- Механическая ткань — эта ткань менее дифференцирована, чем другие. Механическая ткань производит питательные вещества путем фотосинтеза и сохраняет запас питательных веществ.

## Растительные ткани
Растительные ткани также могут быть разделены на два типа — меристематические и постоянные ткани.

### Меристематическая ткань
Меристематическая ткань состоит из активно делящихся клеток, что приводит к увеличению длины и толщины растения. Первичный рост растения происходит только в определённых, специфических местах, например, в верхушках стеблей или корней. Именно в этих местах присутствует меристематическая ткань. Клетки в этих тканях сферические или полиэдрические, прямоугольные по форме и имеют тонкие клеточные стенки. Новые клетки, вырабатываемые меристемой, изначально являются клетками самой меристемы, но по мере роста и созревания новых клеток их характеристики медленно меняются, и они дифференцируются как компоненты региона возникновения меристематических тканей, классифицируемых как:
- Апикальная меристема — присутствует на растущих кончиках стеблей и корней и увеличивает длину стебля и корня. Они образуют растущие части на вершинах корней и стеблей и отвечают за увеличение длины, также называемое первичным ростом. Эта меристема отвечает за линейный рост органа.
- Латеральная меристема — эта меристема состоит из клеток, которые в основном делятся в одной плоскости и вызывают увеличение диаметра и рост органа. Боковая меристема обычно возникает под корой дерева в виде пробкового камбия и в сосудистых пучках пикотов в виде сосудистого камбия. Активность этого камбия приводит к образованию вторичного роста.
- Интеркалярная меристема — эта меристема расположена между постоянными тканями. Обычно он присутствует в основании узла, интерноде и на листовом основании. Они отвечают за рост длины растения и увеличение размера интернода. Они приводят к образованию и росту отрасли.

Клетки меристематических тканей схожи по структуре и имеют тонкую и эластичную первичную клеточную стенку, состоящую из целлюлозы. Они компактно расположены, без межклеточного пространства между ними. Каждая клетка содержит плотную цитоплазму и выдающееся ядро. Плотная протоплазма меристематических клеток содержит очень мало вакуолей. Обычно меристематические клетки имеют овальную, полигональную или прямоугольную форму.
Клетки меристематической ткани имеют большое ядро с маленькими вакуолями или без них, а межклеточные пространства отсутствуют.

### Постоянная ткань
Постоянные ткани могут быть определены как группа живых или мертвых клеток, образованных меристематической тканью, утративших способность к разделению и постоянно расположенных в фиксированных положениях в растительном теле. Меристематические ткани, которые берут на себя определённую роль, теряют способность к разделению. Этот процесс обретения постоянной формы, размера и функции называется клеточной дифференциацией. Клетки меристематических тканей дифференцируются и образуют различные типы постоянных тканей. Существует 3 вида постоянных тканей:
- Простые постоянные ткани
- Сложные постоянные ткани
- Специальные или секреторные ткани

#### Простые ткани
Группа клеток, сходных по происхождению, схожих по структуре и функциям, называется простой постоянной тканью. Они бывают четырёх типов:
- Паренхима
- Колленхима
- Склеренхима
- Эпидермис (ботаника)

##### Паренхима
В растениях она состоит из относительно неспециализированных живых клеток с тонкими клеточными стенками, которые обычно свободно упаковываются таким образом, что между клетками этой ткани находятся межклеточные пространства. Они, как правило, изодиаметричны по форме. Эта ткань поддерживает растения, а также хранит продукты питания. В некоторых случаях паренхима содержит хлорофилл и выполняет фотосинтез, в этом случае она называется хлоренхима. В водных растениях в паренхиме присутствуют большие воздушные пустоты, чтобы поддержать их плавание на воде. Такой тип паренхимы называется аэренхима. Некоторые из клеток паренхимы содержат метаболические отходы.

##### Колленхима
Это живая ткань первичного тела, как паренхима. Клетки тонкостенные, но обладают утолщением целлюлозы, воды и пектиновых веществ (пектоцеллюлозы) в углах, где соединяются несколько клеток. Эта ткань придает растению прочность на растяжение, а клетки компактно расположены и имеют очень мало межклеточного пространства. Оно отсутствует в монокотах и корнях. Иногда содержит хлорофилл, который может помочь фотосинтезе.
Колленхиматозная ткань действует как поддерживающая ткань в стеблях молодых растений. Она обеспечивает механическую поддержку, эластичность и прочность на растяжение. Она помогает в производстве сахара и хранении его в виде крахмала. Она присутствует на краю листьев и сопротивляется разрыву ветром.

##### Склеренхима
Эта ткань состоит из толстостенных, мертвых клеток и протоплазмы в малых количествах. Эти камеры имеют твердые и чрезвычайно толстые вторичные стенки благодаря равномерному распределению и высокой секреции лигнина. Между ними нет межмолекулярного пространства. Осаждение лигнина настолько толстое, что стенки клеток становятся прочными, жесткими и непроницаемыми для воды.

##### Эпидермис
Вся поверхность растения состоит из одного слоя клеток, называемого эпидермисом или поверхностной тканью. Большинство эпидермальных клеток относительно плоские. Внешние и боковые стенки клетки часто толще внутренних стенок. Ячейки образуют сплошной лист без межклеточного пространства. Он защищает все части стебля.